# Carlos Verdejo
Carlos Enrique Verdejo Peralta (* 2. Oktober 1934 in Valparaíso; † 24. Januar 2017 in Viña del Mar) war ein chilenischer Fußballspieler. Der Stürmer wurde 1958 Torschützenkönig und absolvierte sechs Länderspiele für Chile, in denen er drei Tore erzielte.

## Vereinskarriere
Carlos Verdejo debütierte 1953 für Everton beim 1:1-Unentschieden gegen CF Universidad de Chile. 1957 wechselte Verdejo in die zweite Liga zu Deportes La Serena, mit dem er sofort in die Primera División aufstieg. 1958 erreichte der Klub aus La Serena als Aufsteiger den dritten Platz, nur einen Punkt hinter Meister Santiago Wanderers. Verdejo erzielte in dieser Saison 23 Tore und wurde gemeinsam mit dem Argentinier Gustavo Albella vom CD Green Cross Torschützenkönig. 1959 gelang Verdejo mit den Papayeros der Einzug ins Finale der Copa Chile, wo sie aber gegen die Wanderers unterlagen. Ein Jahr später gelang erneut im Pokalfinale die Revanche, so dass sich La Serena den Pokalsieg mit einem 4:1-Erfolg sicherte.
1964 verließ Carlos Verdejo Deportes La Serena und lief für den CD Palestino auf. 1965 spielte er für die Santiago Wanderers und beendete seine Karriere schließlich bei Everton 1967.

## Nationalmannschaft
In der Nationalmannschaft debütierte Carlos Verdejo beim Campeonato Sudamericano 1957 beim 3:2-Erfolg gegen Kolumbien. Verdejo erzielte bei seinem Länderspieldebüt die Treffer zum 1:0 und 2:0. Für La Roja blieb es der einzige Sieg im Turnier und sie beendete die Südamerikameisterschaft als Vorletzter. Beim Campeonato Sudamericano 1959 kam Verdejo nur im Spiel gegen Brasilien zum Einsatz, als er für Juan Soto eingewechselt wurde. Chile wurde Turnierfünfter.
Carlos Verdejo absolvierte noch drei weitere Länderspiele, alle gegen Argentinien. Das letzte Länderspiel im Oktober 1964 endete 1:1-Unentschieden, bei dem er die Führung Chiles erzielte. Insgesamt kommt Verdejo auf sechs Länderspieleinsätze mit drei Toren.

## Erfolge
Deportes La Serena
- Chilenischer Zweitliga-Meister: 1957
- Copa Chile: 1960

## Auszeichnungen
- Torschützenkönig der Primera División: 1958